# Åsklobben
Åsklobben är en ö i Finland. Den ligger i Bottenhavet och i kommunen Kristinestad i den ekonomiska regionen  Sydösterbotten i landskapet Österbotten, i den västra delen av landet. Ön ligger omkring 100 kilometer söder om Vasa och omkring 290 kilometer nordväst om Helsingfors. Åsklobben ligger i sjön Hamnfjärden.
Öns area är 1,7 hektar och dess största längd är 400 meter i nord-sydlig riktning.